# Instytut Mechanizacji i Elektryfikacji Rolnictwa
Uzasadnienie: artykuł opisuje ten sam instytut pod wcześniejszą nazwą -> dubel
Instytut Mechanizacji i Elektryfikacji Rolnictwa – jednostka naukowo-badawcza istniejąca w latach 1950–2009, powołana w celu kierowania całokształtem badań  w zakresie mechanizacji i elektryfikacji  rolnictwa oraz w zakresie prowadzenia prac naukowo-badawczych w tym zakresie.

## Powołanie Instytutu
Na podstawie  rozporządzenie Rady Ministrów z 1950 r. w sprawie utworzenia Instytutu Mechanizacji i Elektryfikacji Rolnictwa ustanowiono Instytut.  Rozporządzenie miało ścisły związek z dekretem z 1947 r. o organizacji nauki i szkolnictwa wyższego. Nadzór nad Instytutem sprawował Minister Rolnictwa i Reform Rolnych, który wykonywał w porozumieniu z Przewodniczącym Państwowej Komisji Planowania Gospodarczego  i Ministrem Szkół Wyższych i Nauki.

## Zakres zadań Instytutu
W szczególności do zakresu zadań Instytutu należało:
- prowadzenie samodzielnych prac naukowo-badawczych według ustalonego planu, opartego na wytycznych narodowego planu gospodarczego,
- układanie planu ogólnego i zatwierdzanie planów szczegółowych prac, prowadzonych w jego oddziałach i placówkach pomocniczych, oraz nadzór naukowy nad tymi pracami,
- nadzorowanie i koordynowanie prac naukowo-badawczych w zakładach i Instytutach szkół wyższych w dziedzinie mechanizacji i elektryfikacji rolnictwa, przedstawianie wniosków w sprawie zatwierdzenia planów tych prac oraz czuwanie nad ich wykonaniem, o ile czynności te zostały zlecone Instytutowi przez Ministra Szkół Wyższych i Nauki,
- popularyzacja rezultatów przeprowadzonych badań i współdziałanie w ich realizacji,
- opracowywanie i uogólnianie doświadczeń przodujących praktyków i nowatorów z dziedzin, objętych pracami Instytutu,
- wyrażanie opinii w sprawach związanych z mechanizacją i elektryfikacją rolnictwa,
- organizowanie i utrzymywanie sieci korespondentów oraz przeprowadzanie ankiet,
- prowadzenie ośrodka dokumentacji i biblioteki,
- opracowywanie i redagowanie publikacji naukowych i popularyzatorskich, podręczników, czasopism, biuletynów, sprawozdań, instrukcji, druków itp. oraz współpraca w tej dziedzinie z zainteresowanymi instytucjami,
- organizowanie konferencji i zjazdów naukowych, wykładów, odczytów, wystaw itp.,
- utrzymywanie łączności z odpowiednimi instytucjami i organizacjami zagranicą, wykorzystywanie zagranicznych doświadczeń, a zwłaszcza doświadczeń praktycznych i zdobyczy teoretycznych innych krajów demokracji ludowej,
- przygotowywanie i doskonalenie nowego typu kadr w zakresie mechanizacji i elektryfikacji rolnictwa przez prace naukowo-badawcze i samokształcenie w dziedzinie materializmu dialektycznego i historycznego oraz marksistowskich zasad mechanizacji rolnictwa.

Ponadto Instytut sprawował nadzór nad działalnością naukową w zakresie w zakresie mechanizacji i elektryfikacji  rolnictwa, prowadzoną przez inne placówki naukowo-badawcze, podległe Ministrowi Rolnictwa i Reform Rolnych.

## Organy Instytutu
Organami Instytutu były: Dyrektor i Rada Naukowa.
Dyrektor Instytutu:
- kierował  całością prac naukowo-badawczych i organizacyjno-administracyjnych Instytutu,
- przedkładał władzom nadzorczym Instytutu do zatwierdzenia plany prac i projekty budżetu oraz sprawozdania z ich wykonania,
- był przełożonym wszystkich pracowników Instytutu,
- zwoływał posiedzenia Rady Naukowej i kierował jej obradami,
- reprezentował Instytut na zewnątrz,
- zwoływał konferencje i zjazdy naukowe.

## Rada Naukowa
Radę Naukową Instytutu powoływał Minister Rolnictwa i Reform Rolnych w porozumieniu z Ministrem Szkół Wyższych i Nauki spośród przedstawicieli nauki i wybitnych praktyków.
W skład Rady Naukowej wchodzili ponadto z urzędu: Dyrektor Instytutu oraz przedstawiciele Przewodniczącego Państwowej Komisji Planowania Gospodarczego i Ministra Rolnictwa i Reform Rolnych, Ministra Szkół Wyższych i Nauki oraz Ministra Pracy i Opieki Społecznej.
Przewodniczącym Rady Naukowej był Dyrektor Instytutu.
Rada Naukowa Instytutu:
- wypowiadała  się w sprawie planów pracy, projektów budżetu oraz sprawozdań z działalności Instytutu,
- określała zagadnienia naukowe, mające zasadnicze znaczenie dla prac Instytutu,
- wypowiadała  się w sprawach, dotyczących organizacji Instytutu,
- uchwalała swój regulamin,
- rozpatrywała inne sprawy na zlecenie władz nadzorczych Instytutu lub na wniosek przewodniczącego.

## Zmiana nazwy instytutu
Na podstawie zarządzenia Prezesa Rady Ministrów z 1974 r. w sprawie zmiany nazwy Instytutu Mechanizacji i Elektryfikacji Rolnictwa do nazwy dodano wyraz Budownictwa.

## Zniesienie Instytutu
Na podstawie rozporządzenia Ministra Rolnictwa i Rozwoju Wsi z 2009 r. w sprawie połączenia Instytutu Budownictwa, Mechanizacji i Elektryfikacji Rolnictwa oraz Instytutu Melioracji i Użytków Zielonych  zniesiono Instytut i powołano Instytut Technologiczno-Przyrodniczy.